# Денброк
Денброк (фр. Dennebroeucq) насеље је и општина у североисточној Француској у региону Север-Па д Кале, у департману Па де Кале која припада префектури Сент Омер.
По подацима из 2011. године у општини је живело 371 становника, а густина насељености је износила 99,46 становника/km². Општина се простире на површини од 3,73 km². Налази се на средњој надморској висини од 70 метара (максималној 140 m, а минималној 53 m).

## Демографија
| 1962. | 1968. | 1975. | 1982. | 1990. | 1999. | 2011. |
| ----- | ----- | ----- | ----- | ----- | ----- | ----- |
| 263   | 279   | 257   | 269   | 310   | 314   | 371   |

График промене броја становника у току последњих година